# Flucht von der Erde
Flucht von der Erde ist ein utopischer Roman von H. G. Stuckmann. Er erschien (mit 253 Seiten) 1950 im Verlag Waldheim-Eberle in Wien.

## Die Handlung
Der namenlose Ich-Erzähler ist mit dem Naturwissenschaftler Professor Heinz Schütz befreundet, von dem er in Anbetracht seiner Glatze als „Kahlkopf“ bezeichnet wird. Der Roman beginnt im August 1989 mit einem Besuch Kahlkopfs beim Professor, der bei seinen Forschungen im Mount Palomar Observatorium einen Himmelskörper entdeckt hat, der sich der Erde nähert. Am 14. Februar 1992, so seine Berechnungen, wird dieses Objekt (das er nach der zoologischen Bezeichnung für den Axolotl in seinem Aquarium „Amblystoma“ nennt) durch seine Nähe und den daraus resultierenden gravitativen Einfluss auf das Meer und die Erdkruste eine Katastrophe auslösen. Ein Techniker (Ingenieur Bord) wird ins Vertrauen gezogen. Er soll ein vier Personen fassendes Raumschiff für die Flucht von der Erde zur Venus bauen. Die vierte Person ist „Tox“, ein junger Polynesier, den Professor Schütz als Baby gefunden und aufgezogen hat.
Alles läuft nach Plan. Kurz vor der Verwüstung der Erde hebt das Raumschiff ab und erreicht die Venus. Die bietet das Bild der Erde im Mesozoikum, wobei jedoch Trias, Jura und Kreide in unterschiedlichen Regionen gleichzeitig auftreten. Die vier Flüchtlinge erforschen die Gegend, finden ein versteinertes menschliches Skelett, das sie für einen vor langer Zeit notgelandeten Mars-Bewohner halten, und beginnen nach dessen Raumschiff zu suchen. Ingenieur Bord, der die Gefahren der mesozoischen Tierwelt scheut, zieht sich jedoch vorher zum eigenen Raumschiff zurück.
Unterwegs werden die drei verbliebenen Abenteurer bei einer Floß-Fahrt auf einem Fluss weit abgetrieben, nachdem Krokodile die Ruder zerstört haben. Auf dem Rückmarsch wird Tox in der Nacht von einem Saurier getötet. Die drei anderen erreichen wohlbehalten die Erde wieder, auf der die Katastrophe vorüber ist. Doch die Nordhalbkugel ist verwüstet. Kahlkopf zieht sich deshalb in die Südsee zurück und erfährt durch eine Karte, dass Professor Schütz allein mit dem Raumschiff die Venus erneut besuchen will. Er kehrt von dort jedoch nicht mehr zurück und bleibt verschollen.

## Die Kapitel
- Vorwort
- Amblystoma
- Die Probefahrt
- Die letzte Weihnacht
- Das Ende einer Zivilisation
- Flucht von der Erde
- Der Salzsumpf
- Das Urmeer
- Das versteinerte Grab des Martiers
- Das Land der Riesen
- Der Tigerdrache
- Sieben Tage stromabwärts
- Die sechzehnte Nacht
- Erinnerung

## Die Illustrationen
Das Werk enthält 16 kleinere Strichzeichnungen und 8 ganzseitige Abbildungen in Graustufen. Als Illustrator (auch des Umschlag-Entwurfs) ist Heinz Schütz angegeben. Im Roman äußert der gleichnamige Professor die Absicht, das zukünftige Werk des Verfassers zu illustrieren.

## Der Verfasser
Hans Gerhard Stuckmann (* 15. September 1921 in Frankenthal, Pfalz) war Ingenieur in Wien. Von ihm sind keine weiteren Werke nachweisbar.